# Ptilocaulis trachys
Ptilocaulis trachys är en svampdjursart som först beskrevs av de Laubenfels 1954.  Ptilocaulis trachys ingår i släktet Ptilocaulis och familjen Axinellidae. Inga underarter finns listade i Catalogue of Life.